# Hubert Le Sueur
 (mai 2013).
Si vous disposez d'ouvrages ou d'articles de référence ou si vous connaissez des sites web de qualité traitant du thème abordé ici, merci de compléter l'article en donnant les références utiles à sa vérifiabilité et en les liant à la section « Notes et références ».

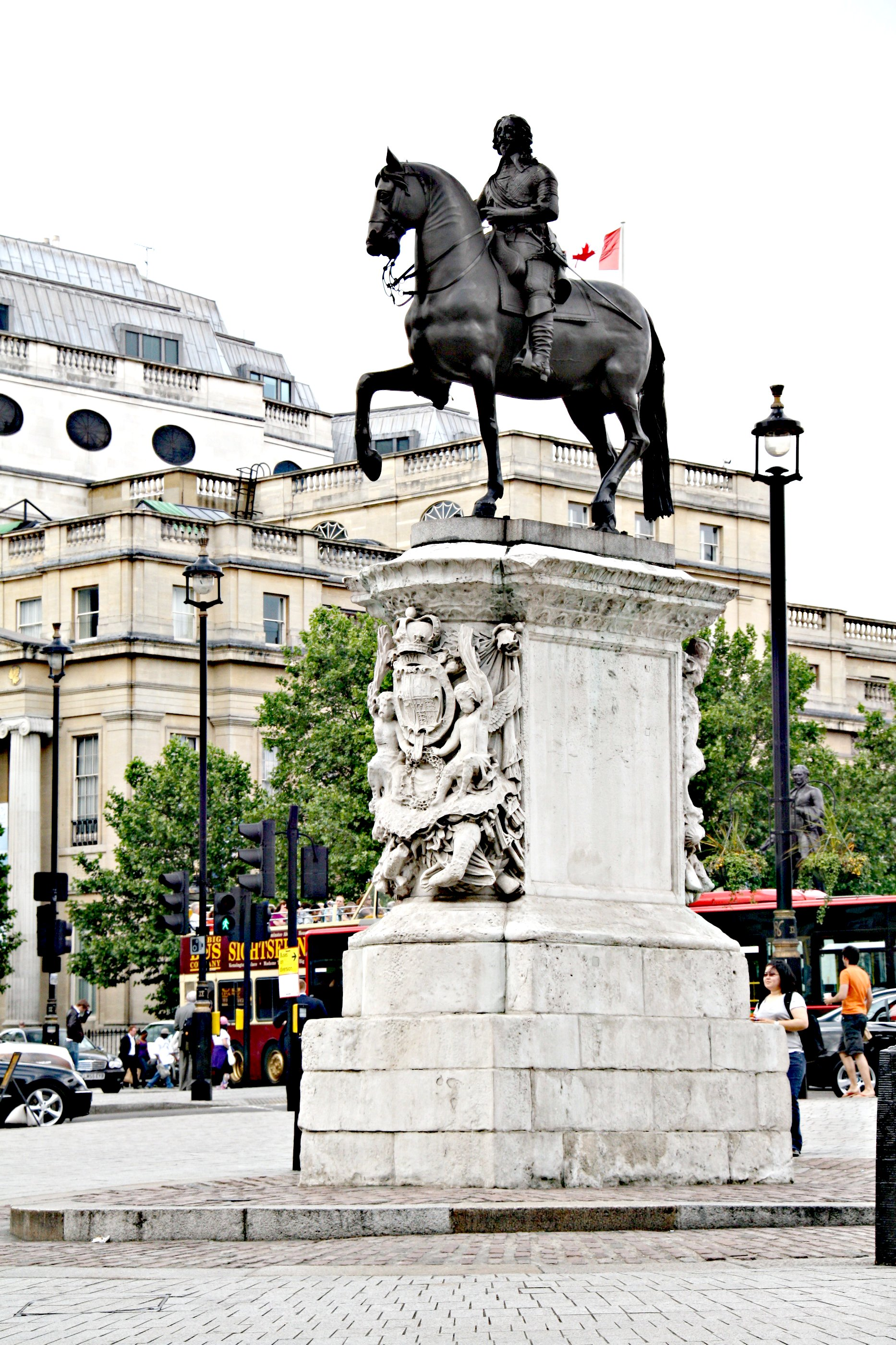
Monument équestre du roi Charles Ier d'Angleterre, 1633, Trafalgar Square, Londres.

Hubert Le Sueur, né à Paris vers 1580 (date la plus communément admise) et mort en 1658, est un sculpteur français,.
Il est principalement connu pour sa statue équestre de Charles Ier.

## Biographie

### Début de carrière (1596-1625)
Bien qu'il n'y soit pas par ailleurs documenté, il aurait travaillé comme élève dans l'atelier de Jean Bologne à Florence; c'est ce qu'atteste Henry Peacham, un témoin contemporain. Il porte dès 1608 le titre de « sculpteur ordinaire du roi ». Il fut employé sur le chantier de la statue équestre d'Henri IV pour le Pont-Neuf, voulue par la reine Marie de Médicis dès 1605 pour célébrer son époux. La statue avait été commandée à Florence à Jean Bologne, mais ce dernier mourut avant d'avoir pu la réaliser. C'est un de ses élèves, Pietro Tacca, qui mena le projet à bien, peut-être assisté entre autres par Le Sueur. L'inauguration eut lieu le 23 août 1614.

### Période anglaise (1625-1643)
Il semble que ce soit Inigo Jones, le futur célèbre architecte, qui ait convaincu Le Sueur de s'établir à Londres. Jones était alors de passage à Paris, en juillet 1613, dans l'équipage du comte d'Arundel en route vers l'Italie pour un "Grand Tour". Le Sueur et sa seconde épouse, Marie Le Senne, se fixent à Londres en 1625. Ils habitaient la paroisse Saint-Barthélemy, quartier de Smithfield, où ils possédaient une maison d'un certain confort. Bien que catholiques, ils fréquentaient souvent l'église de la communauté huguenote de Londres dans Threadneedle Street. Le Sueur se met au service du roi Jacques Ier. Sa première commande consiste en la réalisation de douze figures pour le catafalque des funérailles de Jacques Ier en 1626 sous la direction d'Inigo Jones. En 1631, il est envoyé à Rome pour réaliser des moulages d'antiques.
C'est sur la recommandation de sir Balthazar Gerbier, amateur d'art, diplomate, huguenot d'origine hollandaise, qu'en 1630 Le Sueur rencontra Richard Weston, lord grand-trésorier d'Angleterre. Celui-ci commanda au sculpteur « un cheval de bronze plus haut d'un pied qu'un grand cheval, et la statue de Sa Majesté le roi Charles de six bons pieds de proportion ». Ainsi fut fait. La plaque de métal sous le pied avant gauche du cheval donne la date de l'ouvrage : 1633. C'est le chef-d'œuvre de Le Sueur. La statue était destinée à embellir la propriété de lord Weston, à Roehampton (la faveur de Charles Ier avait entretemps élevé Weston au rang de comte de Portland). C'est en 1675 que Charles II donna l'ordre de dresser la statue équestre de son père à Charing Cross (Trafalgar Square), où elle se trouve aujourd'hui. C'est durant cette période que Le Sueur se spécialisa dans la réalisation de bustes, en marbre ou en bronze. Il réalisa ainsi un grand nombre d'effigies du roi Charles Ier, aujourd'hui conservées à Oxford, Stourhead, Dresde, Chichester Cross, Hammersmith, etc. Il réalise en 1634 les statues en bronze de Charles Ier et d'Henriette de France pour le Saint-John's College d'Oxford, et en 1638 celles de Jacques Ier et de Charles Ier pour le jubé de la cathédrale de Winchester. Il sculpte également une statue à l'effigie de William Herbert, comte de Pembroke, pour la bibliothèque Bodléienne d'Oxford, et plusieurs monuments funéraires, dont celui du duc et de la duchesse de Richmond, de Lors et Lady Cottington, du duc et de la duchesse de Buckingham, de Thomas Richardson à Westminster.

### Seconde période parisienne (1643-1658)
Il est de retour à Paris en 1643, chassé d'Angleterre par la guerre civile. Il réalisa des bustes de Richelieu pour la duchesse d'Aiguillon.
Il meurt entre 1658 et 1668, les sources d'archives ne permettant pas d'être plus précis.